# Шанирак

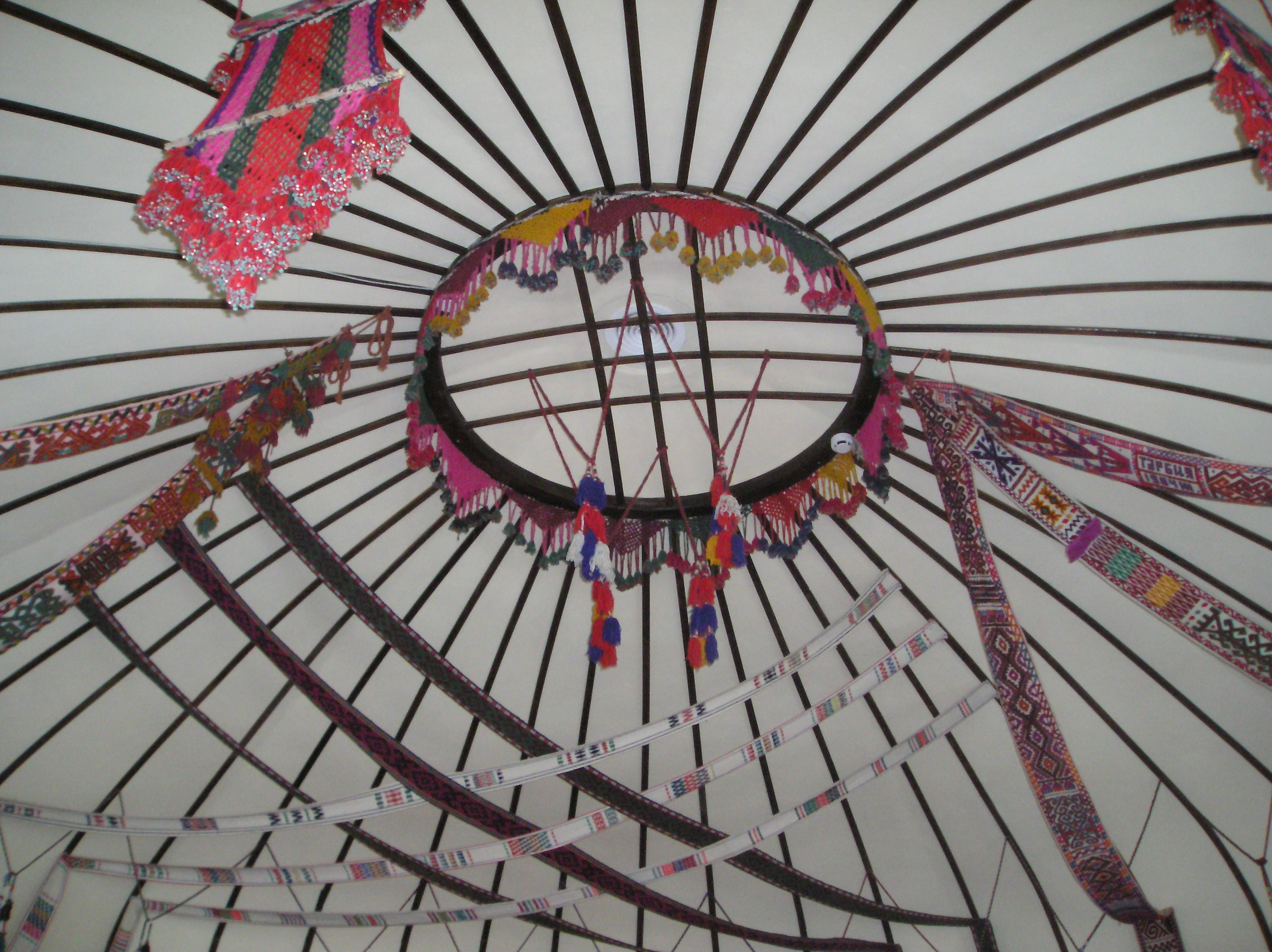
Шанирак

Шанирак, тундюк, Тооно (башк. сағираҡ; каз. шаңирақ, кирг. түндүк, бур., монг. Тооно) — конструктивний елемент, що увінчує купол юрти у вигляді гратчастої хрестовини, вписаної в коло. Призначений для утримування бічних елементів купола — уиків і створення прорізу для потрапляння сонячного світла і виходу диму від вогнища.

## Походження казахського слова «Шанирак»
Етимологія слова, як вважають, має індоєвропейське походження (арії і їх предки — протоіндоєвропейці населяли більшу частину територію нинішнього Казахстану). Слово складається з двох слів «шан», «сан», «сон» — [сонце]. Сходить до праіндоевр. * séh₂wl, ср.: лит. sáulė «сонце», латиське. saũle, др.-прусське. saule, др.-інд. svar- СР р., вед. súvar (нар. п. sūras) ср р. «Сонце, світло, небо», sūras, sūryas «сонце», авест. hvarǝ (нар. п. ẋvǝŋg СР р. «сонце, сонячне світло»). І слово «дирак» англ. tear, укр. дірка, чеськ. dru, dříti- [діра], [отвір].
Слово може відображати собою поняття, як — «отвір для сонця», «вікно для сонця». Киргизька назва — тюндук, — навпроти, означає буквально «призначене для ночі», так як проріз шанирак-тюндука закривається на ніч.

## Пристрій
Шанирак являє собою дерев'яний обід, скріплений всередині схрещеними жердинами — кульдреушамі, яких, традиційно, по три по кожній осі, котрі утворюють хрест.

## Народні звичаї
У казахів і киргизів шанирак був сімейною реліквією, ознакою продовження роду. У жодному разі його не можна було перевертати, упускати. У казахів син, який отримував шанирак в спадок називався «шаңирақ іесі» («хранитель шанирака»).
З Шанираком пов'язано багато обрядів, повір'їв, приказок тощо. «Говори, поглядаючи на шанирак» («Шаңираққа қарап сөйле») — так говорили тим, хто вів себе в юрті неналежно, розмовляв надто голосно. Якщо на Шанираку виявляють кров, той шанирак розколюють і спалюють у вогні. В іншому випадку нечисть не покине цей будинок.

## У геральдиці
Тюндюк зображений на державному прапорі Киргизії, а також на гербах Казахстана і монгольського аймака Баян-Улгій переважна більшість населення в якому складають казахи.

Прапор Киргизстану
Герб Казахстану
Герб Баян-Улгія

## Безглузді збіги
Новий логотип Xerox прийнятий в 2008 році.

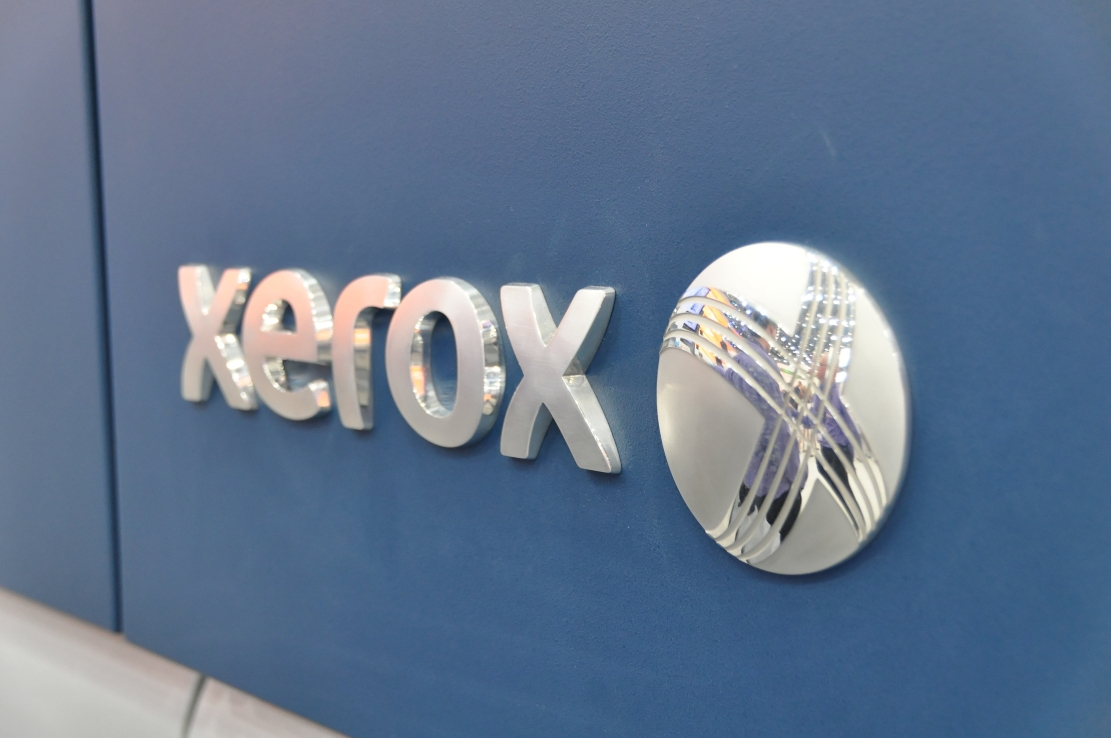